# Analisi costi-benefici
L'analisi costi-benefici (in inglese: cost-benefit analysis, CBA) è un approccio sistematico utilizzato in ambito economico e ingegneristico per eseguire valutazioni di progetti basate sulla misurazione e la comparazione di tutti i costi e i benefici direttamente e indirettamente ricollegabili agli stessi.
L'analisi viene condotta in genere riportando ogni unità di input in unità di costi elementari e ogni unità di output in unità di benefici elementari. Ad ognuna di queste unità si tenta poi di dare il valore più oggettivo possibile, rendendolo in tal modo misurabile e confrontabile. Il costo totale, di conseguenza, è la somma dei valori delle singole unità di costi elementari, mentre il beneficio totale è, analogamente, la somma dei valori delle singole unità di benefici elementari.
È possibile, con questo sistema, valutare benefici e costi diretti e indiretti. Per aver risultati affidabili, è importante circoscrivere in modo quanto più possibile realistico le unità dei benefici e dei costi elementari e valutare queste unità utilizzando prezzi il più possibile oggettivi.

## Descrizione

### Genesi e scopi
Nonostante sia un metodo di valutazione che vive in gran parte delle proprie applicazioni, l'analisi costi-benefici risulta profondamente radicata nelle idee sviluppate dagli economisti nell'alveo della tradizione marginalista, ed in particolare in quella branca della corrente neoclassica marshalliana che, dopo la sistematizzazione fattane da Pigou (1920), divenne nota con il nome di economia del benessere (welfare economics)
L'idea alla base del metodo è quella di un'analisi comparata dei vantaggi, in termini di miglioramenti del benessere collettivo, e dei costi, in termini di prezzi ombra delle risorse, relativi ai diversi possibili interventi pubblici, siano essi progetti di investimento o generica attività di regolazione normativa.
Come recita la vulgata neoclassica, nel caso ideale il mercato riesce ad allocare in modo efficiente le risorse scarse disponibili ad usi alternativi; il prezzo che così viene a stabilirsi per ciascuna risorsa è un indice della sua scarsità relativa e sintetizza l'insieme delle informazioni economiche rilevanti; qualsiasi intervento pubblico, diverso da quello strettamente necessario a garantire il funzionamento dei mercati, non può che determinare una diminuzione del benessere sociale e andrebbe quindi evitato.
Tuttavia, la presenza di esternalità, asimmetrie informative e costi di transazione, il carattere pubblico di alcuni beni, l'esistenza di ostacoli all'operare della concorrenza perfetta, e in generale tutti i casi di cosiddetto fallimento di mercato, possono condurre ad un equilibrio sub-ottimale in termini paretiani e giustificare quindi l'intervento pubblico. In tali casi l'azione pubblica è legittimata sulla base del criterio paretiano, poiché migliora la situazione di qualcuno senza peggiorare quella degli altri.
L'analisi costi-benefici valuta i progetti alternativi di intervento in base al suddetto criterio. L'approccio paretiano al problema presuppone, però, la possibilità di identificare chiaramente gli effetti riconducibili, in via diretta e indiretta, all'intervento; di "sommare" i benefici e i costi; di determinare il saggio a cui scontare gli effetti futuri sulla base delle preferenze intertemporali individuali; di assegnare determinate probabilità a eventi aleatori.
I primi tentativi di risoluzione sul piano pratico di questi problemi, ponendo così le basi della moderna analisi costi-benefici, sono stati quelli compiuti dalla Federal Inter-Agency River Basin Committee negli Stati Uniti durante gli anni 30, nell'ambito delle ricerche condotte sulle risorse idriche.
Da allora l'analisi costi-benefici è stata progressivamente adottata anche dagli organismi internazionali e ha trovato applicazione in campi disparati, dalla valutazione dei progetti di salvaguardia dell'ambiente e di assistenza sanitaria ai progetti di sviluppo economico nei Paesi sottosviluppati, incontrando sostenitori e detrattori.
Dato il taglio pragmatico che da sempre contraddistingue tale tipo di approccio, il termine analisi costi-benefici ha assunto con il tempo significati e sfumature diverse. Così, ad esempio, l'approccio paretiano di diretta derivazione pigouviana, con la conseguente applicazione della nozione di efficienza Hicks-Kaldor e il correlato principio di compensazione, che lasciava fuori dall'analisi le questioni distributive ed era considerato il nucleo del metodo, ha lasciato il posto a forme più attente all'equità distributiva nella valutazione del benessere sociale.

### Genere prossimo e differenze specifiche
Nelle decisioni sugli investimenti le imprese utilizzano l'analisi finanziaria per valutare e comparare la redditività dei progetti alternativi. Vengono fatte previsioni su benefici economici e costi direttamente e indirettamente collegati all'investimento, tutti valutati ai prezzi di mercato; calcolati i flussi di cassa netti attesi; e scontati tali flussi in qualche modo per rendere comparabili progetti multiperiodali. L'ottica adottata è quella privata, tesa alla massimizzazione del profitto della Proprietà dell'impresa. Questo tipo di analisi vuole rispondere alla domanda: è conveniente per l'impresa intraprendere l'investimento? O, nel caso di scelta tra progetti mutuamente esclusivi, qual è il progetto più redditizio per l'impresa tra le alternative disponibili?
È possibile adottare un'ottica diversa, sempre privata, ma che non guarda alla massimizzazione dei benefici netti di mercato dell'impresa, cioè del soggetto che materialmente intraprende il progetto, ma guarda alla redditività del progetto in quanto tale. Così, ad esempio, in tale ottica gli interessi passivi pagati per il finanziamento del progetto non sono più trattati come costi, ma perdono di rilevanza perché trasferimenti tra soggetti dei benefici netti del progetto. Qui la domanda a cui si vuole rispondere è: l'investimento è redditizio dal punto di vista del mercato?
Questa non è ancora un'ottica collettiva o "sociale". Vi sono molti benefici e costi che sono rilevanti per la collettività nel suo insieme, intesa anche in senso intergenerazionale, e che tuttavia il mercato non è in grado di registrare o non riesce a rilevare in modo fedele; e infine altri che, seppure rilevati, non vengono considerati importanti dai privati. È l'adozione del punto di vista della collettività nella valutazione dei progetti che vale a contraddistinguere l'analisi costi-benefici in senso stretto dall'analisi finanziaria, con cui condivide molte metodologie e l'approccio di fondo with-or-without della valutazione. In tale ottica i prezzi adottati per la monetizzazione dei benefici e dei costi possono differire sensibilmente da quelli di mercato prevalenti o attesi; e possono venire monetizzati anche beni per cui non vi sono transazioni di mercato.
Nella classificazione adottata da Campbell e Brown (2003) l'analisi finanziaria in senso stretto è chiamata private cost-benefit analysis (analisi costi benefici privata); l'analisi finanziaria del progetto è denominata project cost-benefit analysis (analisi costi benefici del progetto); l'analisi costi-benefici sociale denominata efficiency cost-benefit analysis (analisi costi benefici di efficienza); e l'ulteriore analisi che separa i benefici e i costi individuati nella precedente sulla base dei gruppi rilevanti secondo le direttive di politica economica è classificata come referent group cost-benefit analysis (analisi costi benefici del gruppo di riferimento).

### Fasi e aspetti critici
Le diverse fasi logiche dell'analisi costi-benefici possono essere così individuate:
1. Delimitazione dell'ambito di analisi – vanno qui delimitati l'area e l'arco temporale degli effetti rilevanti del progetto da valutare. A questa fase pertiene la corretta delimitazione di:
  1. ambito geografico;
  2. gruppi di riferimento rilevanti per il policy maker, i soggetti in relazione ai quali il valutatore è chiamato a calcolare i benefici netti;
  3. arco temporale di riferimento – nei progetti i cui effetti si snodano in un arco temporale abbastanza lungo solitamente si distinguono due fasi: una fase di assestamento ed una di entrata a regime;
2. Individuazione di benefici e costi netti dell'intervento – in tale fase vanno individuati tutti gli effetti che si prevede l'intervento produrrà in ogni periodo, sia in termini di risorse consumate nella sua realizzazione, sia in termini di effetti positivi e negativi derivanti dallo stesso, in maniera diretta e indiretta:
  1. fissazione delle unità fisiche di misura – per ciascuna tipologia di costo e beneficio individuata in termini fisici va fissata un'unità di misura;
  2. previsione quantitativa dei costi e dei benefici – vanno fatte previsioni quantitative di ogni voce in relazione ad ogni periodo;
  3. monetizzazione di costi e benefici – va determinato il valore unitario di ciascuna voce in ciascun periodo, attraverso il riferimento ai prezzi di mercato o ai prezzi-ombra laddove il mercato sia imperfetto o non vi sia mercato per il bene da valutare; successivamente vanno moltiplicati i prezzi per le quantità previste per ottenere i valori aggregati;
3. sconto intertemporale – il valore dei benefici netti così calcolati per ogni periodo vanno attualizzati adottando un tasso di sconto;
4. analisi di sensibilità – data l'incertezza di alcune previsioni, è possibile costruire scenari ipotetici alternativi per le diverse variabili in cui calcolare gli eventuali cambiamenti nei risultati della valutazione.

Ciascuna di queste fasi può comportare la risoluzione di problemi molto delicati e complessi, che possono necessitare di una grande quantità di informazioni e che a volte devono anche essere lasciati, oltre che alle direttive di politica economica, alla sensibilità del valutatore.

## La monetizzazione di benefici e costi
Una volta individuati gli effetti dell'intervento, positivi e negativi, diretti e indiretti, occorre esprimerli in una qualche unità di misura omogenea per permetterne l'aggregazione. Nell'analisi costi-benefici questo è fatto attraverso la loro monetizzazione, cioè il calcolo del loro valore monetario. Questo costituisce anche uno dei tratti distintivi dell'analisi costi-benefici.
Questa pretesa di "voler mettere un prezzo su ogni cosa", anche a "beni di valore assoluto (la vita, l'incolumità, la salute, l'ambiente naturale) che non hanno un prezzo di mercato, e dei quali si dice in effetti che sono senza prezzo" (Piacentino, 2001, p. 25) è anche uno degli aspetti controversi della metodologia.
Per la monetizzazione dei benefici il ricorso è in via privilegiata al principio della Disponibilità A Pagare (DAP), come si concretizza nel prezzo di mercato, nei limiti in cui questo esista e sia non distorto; oppure, in via subordinata, attraverso il riferimento al sistema di preferenze dei consumatori, rilevato in modo diretto o desunto dai loro comportamenti.
Anche il valore delle risorse spese nell'attuazione viene monetizzato in via principale attraverso il riferimento ai prezzi di mercato, considerati meccanismi di allocazione efficiente delle risorse. Laddove tuttavia questi siano distorti – ad es. per la presenza di indivisibilità dei beni, esternalità, barriere all'entrata nei mercati, informazione imperfetta, tasse e sussidi pubblici, regolamentazioni pubbliche, ecc. – la monetizzazione avviene attraverso il riferimento ai prezzi ombra.

### Disponibilità A Pagare (DAP) e Disponibilità Ad Accettare (DAA)
Ora che nelle formulazioni più recenti l'analisi costi-benefici incorpora esplicitamente i problemi distributivi, che erano prima accantonati sulla base del richiamo al criterio di efficienza di Kaldor-Hicks, il tratto distintivo del metodo sembra rimasto quello del ricorso al principio della Disponibilità A Pagare (DAP) nella monetizzazione dei benefici.
Infatti, nonostante Amartya Sen (2000) non includa la DAP nella definizione di analisi costi-benefici, limitandosi a richiamare il criterio della sommabilità di benefici-costi, tale principio vale a distinguere questo metodo da altre tecniche che fanno ricorso alla monetizzazione senza tuttavia aderire alla concezione soggettiva del valore, carattere distintivo dell'analisi costi-benefici e che questa eredita dall'economia del benessere neoclassica.
La monetizzazione dei benefici sociali attraverso il ricorso alla somma massima spendibile da parte dei beneficiari per l'acquisto, reale o fittizio, sul mercato di tali benefici implica, infatti, la convinzione che il valore sia un attributo soggettivo collegato all'utilità individuale e che non esista miglior giudice dell'individuo stesso nella “quantificazione” di tale utilità.
Per comprendere meglio i concetti si immagini che l'effetto di una determinata politica pubblica sia la diminuzione del prezzo di un bene. La Disponibilità A Pagare (DAP) ex post di un individuo, cioè la somma massima che l'individuo riterrebbe giusto pagare per non ritornare alla situazione ante intervento dopo che la politica ha già prodotto i suoi effetti, sarebbe pari alla variazione compensativa. La variazione equivalente coinciderebbe invece con la sua Disponibilità Ad Accettare (DAA) ex ante, cioè con la somma massima che sarebbe disposto ad accettare in sostituzione della politica.
Da quanto detto risulta che possono definirsi una Disponibilità a Pagare (Willingness To Pay, WTP) e una Disponibilità ad Accettare (Willingness To Accept, WTA), entrambe teoricamente calcolabili ex ante ed ex post, e non necessariamente coincidenti. E la non coincidenza di DAP e DAA è anche dovuta al fatto che, mentre la prima è limitata superiormente dall'ammontare massimo di risorse a disposizione dell'individuo, la seconda, almeno teoricamente, non conosce limiti.
Nell'analisi costi-benefici per la misurazione della DAP e il calcolo dei benefici ricollegabili alle politiche, il riferimento è alla curva di domanda walrasiana e al surplus marshalliano, con le connesse inevitabili approssimazioni introdotte nell'analisi.
Nella versione più "ortodossa" la monetizzazione del beneficio sociale netto connesso alla politica è poi calcolato semplicemente sommando le variazioni dei surplus di tutti i destinatari della politica. Questo equivale a stimare l'effetto netto della politica calcolando i cambiamenti nel surplus dei consumatori direttamente dalla domanda aggregata.
Da notare che, laddove si ritenesse valessero le ipotesi classiche di concorrenza perfetta nel mercato di un certo bene e la politica da valutare producesse effetti trascurabili sul prezzo dello stesso, o, detto altrimenti, che la domanda aggregata sperimentata potesse essere considerata infinitamente elastica per i tratti rilevanti, la disponibilità a pagare per le variazioni nelle quantità offerte del bene coinciderebbe con il suo prezzo di mercato. Quindi, per valutare i benefici di una politica che influisse sulla quantità offerta del bene basterebbe moltiplicare il prezzo di mercato sperimentato per i cambiamenti nelle quantità.

#### Critiche al principio della DAP e al criterio di efficienza Kaldor-Hicks
Nell'analisi costi-benefici il problema distributivo è accantonato sulla base del ricorso al criterio di efficienza di Kaldor-Hicks e al collegato principio di compensazione. In base a tale principio, la valutazione del beneficio sociale netto non deve tener conto della distribuzione dei costi e benefici derivanti dalla politica sulla base della possibilità, almeno teorica, di stabilire meccanismi compensativi tra gruppi sociali.
Tuttavia, argomentano alcuni, il ricorso al principio della DAP e il riferimento ai prezzi di mercato nell'analisi costi-benefici risulta di fatto indipendente dalla distribuzione del reddito solo nei limiti in cui l'aggregazione delle preferenze individuali nella formazione della domanda di mercato, alla base della formazione dei prezzi e della misurazione del surplus, sia invariante al cambiamento di tale distribuzione.
Di fatto, in base ai risultati della teoria microeconomica, per assumere una domanda aggregata invariante alla distribuzione del reddito occorre imporre forti restrizioni sulla forma delle preferenze individuali. Restrizioni spesso poco verosimili. L'alternativa è ricorrere al concetto di consumatore rappresentativo normativo, ma qui il presupposto è che la questione distributiva sia risolta ex ante sulla base di una funzione di benessere sociale.
Quindi, a ben guardare, la versione ortodossa del principio della DAP non trova legittimazione piena nella stessa teoria del consumo neoclassica, neanche nella sua forma più astratta ed assiomatica. Se viene applicato senza correttivi implica necessariamente che i benefici a cui sono interessati i soggetti con reddito (ricchezza) più alto riceveranno una valutazione più alta e quindi un'attenzione maggiore: a capacità maggiore di pagare corrisponde necessariamente disponibilità maggiore di pagare.
Così, può argomentarsi, non vale richiamare il principio per cui "un dollaro è un dollaro", dichiarando la volontà di evitare comparazioni interpersonali dei livelli di benessere individuale e fissando l'incremento intertemporale del consumo aggregato come unico obiettivo nell'analisi dei progetti, come fatto ad esempio nel metodo Harberger-Mishan (Harberger, 1978; Mishan, 1981), perché l'ammontare di consumo aggregato viene valutato ai prezzi di mercato e questi, dove la domanda aggregata non sia indipendente dalla distribuzione delle risorse, sono il risultato anche della distribuzione di fatto prevalente e una comparazione interpersonale del benessere viene comunque implicitamente fatta, poiché si privilegiano le scelte di chi ha la capacità maggiore di soddisfare i propri bisogni.
Argomentazione diversa per l'applicazione della versione ortodossa della DAP è quella che fa invece leva sulla capacità contributiva: poiché a maggiori risorse corrisponde una maggiore capacità contributiva, coloro che hanno un reddito più elevato sopportano di fatto gli oneri maggiori nel finanziamento del progetto e "ciò può legittimamente conferire loro una sorta di prelazione" (Nuti, 2001, pp. 120–121). Qui viene riconosciuto che il principio del "dollaro è un dollaro" implica comparazioni di benessere individuale e le risolve dando maggior potere decisivo ai "più ricchi", ma questo peso implicito viene giustificato sulla base di un criterio "equitativo" tra diritti e doveri; si abbandona quindi dichiaratamente l'ottica del "pianificatore saggio" teso alla massimizzazione del benessere sociale e si legittima il metodo sulla base di un giudizio di valore, che come tale ricade fuori dall'analisi economica.

### Distorsioni di mercato e prezzi-ombra
Nell'ipotesi in cui i mercati fossero:
- competitivi: nessuno di coloro che prendono parte agli scambi riuscisse ad influenzare individualmente il prezzo;
- non distorti: ad es., da tasse, sussidi o regolamenti pubblici;
- completi: tutto ciò che contribuisce al benessere economico fosse oggetto di transazione di mercato;

sulla base della teoria economia standard i prezzi di mercato misurerebbero accuratamente i benefici e i costi sociali, e, poiché gli agenti economici tendono alla massimizzazione del profitto e dell'utilità, ogni risorsa scarsa sarebbe utilizzata in modo tale da massimizzare il valore generato (Campbell e Brown, 2003, p. 13). In tal caso, laddove venissero misurati nella stessa unità di misura, prezzi ombra e prezzi di mercato delle risorse coinciderebbero.
Data la possibilità più che reale che una o più delle precedenti condizioni non risulti soddisfatta, i prezzi di mercato dei beni possono non essere una misura accurata dei loro costi e benefici marginali. In tal caso l'analisi costi-benefici tende a "correggere" i prezzi di mercato ricorrendo ai prezzi ombra.

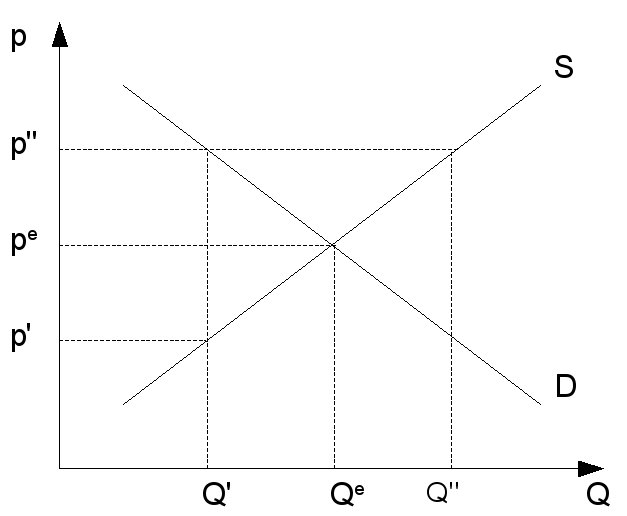
Esempi di curve di domanda e offerta aggregata

Per capire come ciò di fatto avvenga, occorre ricordare che, in base alla teoria microeconomica e lasciando da parte per il momento i problemi aggregativi e la distinzione tra domanda walrasiana e domanda hicksiana, la curva di domanda ci dice, in relazione ad ogni quantità, qual è la disponibilità a pagare al margine per il bene. Analogamente, la curva di offerta ci informa sul costo marginale della produzione in corrispondenza di ciascun livello di output.
Sempre in base alla teoria microeconomica standard, nei mercati competitivi la coppia prezzo-quantità del bene che viene così a stabilirsi sarà quella in corrispondenza della quale i due valori sono uguali (la coppia ordinata (Qe,pe) nell'esempio in Figura, e il valore di equilibrio sarà a sua volta uguale a quello ottenibile in impieghi alternativi delle risorse, cioè al costo opportunità delle risorse impiegate.
In caso di imperfezioni di mercato, ipotizzando che, nonostante la coppia prezzo-quantità osservata non sia quella in corrispondenza della quale risultano uguali benefici e costi marginali, siano comunque individuabili delle curve aggregate di domanda e di offerta, attraverso l'approccio dei prezzi-ombra il prezzo viene corretto per misurare i benefici o i costi marginali associati alla quantità osservata. Infatti, come mostrato nell'esempio in Figura, laddove la quantità scambiata sul mercato risulti Q' < Qe, il beneficio marginale (p") sarà maggiore del costo marginale (p'), e viceversa nel caso in cui sia Q" > Qe, e comunque in generale i due non coincideranno.

#### Lapricing rule
Occorre dunque una regola (pricing rule) per scegliere quale delle due curve, tra domanda e offerta, utilizzare. In generale, laddove si tratti di valutare un beneficio derivante dal progetto o comunque un output dello stesso, la norma sarà quella di valutare la disponibilità a pagare, e quindi la curva a cui riferirsi sarà quella di domanda aggregata.
Viceversa nel caso in cui si tratta di valutare una risorsa impiegata o più in generale un input del progetto; in tal caso il riferimento normale sarà al costo-opportunità della risorsa e quindi dovrà guardarsi alla curva di offerta.
Tuttavia vanno fatti dei distinguo e delle puntualizzazioni. Nel caso in cui l'output, più che soddisfare una domanda addizionale, si limiti ad assorbire una domanda già in precedenza soddisfatta attraverso il ricorso ad un'offerta alternativa, la comparazione dovrà avvenire tra il costo marginale dell'output del progetto e quello della fonte di offerta alternativa. In tal caso quindi, l'output andrà valutato riferendosi alla curva di offerta.
Ancora, quando si deve valutare una risorsa e questa, invece che essere inutilizzata, ha un precedente impiego di mercato, la risorsa stessa andrà valutata sulla base della sua curva di domanda. Questo perché la curva di domanda registra la disponibilità a pagare dei precedenti utilizzatori della risorsa e la stessa sarebbe loro tolta nel caso in cui il progetto venisse implementato.

#### Le tasse e i sussidi
La presenza di tasse e sussidi pubblici è poi un ulteriore elemento di disturbo di cui va tenuto conto. La regola generale in questo caso è quella di valutare al lordo delle tasse e al netto dei sussidi i prezzi misurati sulla base della curva di domanda, e questo perché la disponibilità a pagare va valutata per l'acquirente al valore che di fatto questi è disposto a corrispondere.
Viceversa è nel caso in cui il prezzo ombra vada misurato in base alla curva di offerta, perché qui conta il costo "non distorto" del bene, e non quello che risulta dall'intervento pubblico di correzione del mercato.
Così, ad esempio, se il prezzo di un pannello solare è di 700 euro, esclusa l'IVA che è pari al 20%, la disponibilità a pagare di chi acquista il pannello è di 840 euro. Se poi sono previsti sgravi fiscali dallo Stato pari a 200 euro per ogni pannello acquistato, la DAP sarà di 640 euro.
Un altro esempio può riguardare il calcolo del prezzo ombra del lavoro impiegato in un progetto laddove si ritenga che, dato il tasso di disoccupazione particolarmente basso, i lavoratori impiegati siano di fatto risorse distratte da un precedente impiego. In tal caso il salario rilevante è quello ante-imposte, perché non rileva quanto di fatto percepito dal lavoratore, ma qual è il costo complessivo che il precedente datore di lavoro era disposto ad affrontare per impiegare il lavoratore.
Discorso inverso vale nel caso in cui il prezzo ombra del lavoro sia calcolato sulla base della curva di offerta. Nel caso, ad esempio, in cui si ritenga che i lavoratori da impiegare nel progetto siano di fatto senza occupazione, il prezzo ombra sarà pari al salario individuato dalla curva di offerta di lavoro corrispondente al livello di occupazione effettivo nel sistema. Se i lavoratori disoccupati percepiscono un sussidio statale, questo va incluso nel calcolo del costo opportunità. Così, supponendo che i disoccupati siano disposti a rinunciare a 3 euro l'ora per rimanere senza occupazione e percepiscano per il fatto di essere senza occupazione un sussidio di 1 euro l'ora, il costo-opportunità di lavorare sarà pari a 4 euro. Nel caso ipotetico in cui, invece del sussidio, vi fosse una "tassa di disoccupazione" dello stesso ammontare, il costo di lavorare per l'individuo scenderebbe a 2 euro (3 euro di costo-opportunità per il tempo libero perso meno 1 euro di tasse risparmiate).

#### La tassazione correttiva
Va da ultimo distinto il caso in cui la tassa o il sussidio siano pigouviani, siano cioè finalizzati a riportare la coincidenza tra valori marginali privati e sociali che differiscano a causa di esternalità positive o negative nel consumo o nella produzione. Si parla in tal caso di tassazione correttiva (corrective taxation).
Laddove si tratti di valutare l'output di un progetto che soddisfa una domanda addizionale, riferendosi dunque alla curva di domanda, la DAP va valutata al netto delle tasse correttive e al lordo dei sussidi correttivi.
Non così invece quando l'output, lasciando invariata la domanda finale, sostituisca una fonte di offerta alternativa, perché in tal caso il livello dell'esternalità, correlato al volume della domanda, non viene modificato. In questo caso le tasse e i sussidi correttivi vanno trattati come imposte "normali" e l'output va dunque valutato, secondo la regola generale, al lordo delle tasse e al netto dei sussidi, siano essi correttivi o meno.
Discorso analogo vale nel caso in cui debba attribuirsi un prezzo ombra agli input. In tal caso, laddove si tratti di valutare il costo-opportunità di risorse inutilizzate che abbiano esternalità, queste vanno valutate, diversamente dalla regola generale, al lordo delle tasse correttive e al netto dei sussidi correttivi.
La regola generale (netto delle tasse e lordo dei sussidi) torna invece ad applicarsi anche alla tassazione correttiva nel caso in cui la risorsa utilizzata abbia un precedente impiego.
La Tabella seguente riassume sinteticamente tutte le regole viste finora
| Tipologia del bene | Valutazione basata sulla curva di domanda                                                                                         | Valutazione basata sulla curva di offerta                                                                                          |
| ------------------ | --- | --- |
| Output             | Domanda addizionale al lordo di: - tasse distorsive; - sussidi correttivi; al netto di: - tasse correttive; - sussidi distorsivi. | Domanda esistente con offerta alternativa: al netto delle tasse; al lordo dei sussidi.                                             |
| Input              | Risorsa con un precedente impiego di mercato: al lordo delle tasse; al netto dei sussidi.                                         | Risorsa inutilizzata al netto di: - tasse distorsive; - sussidi correttivi. al lordo di: - tasse correttive; - sussidi distorsivi. |

### La valutazione dei beni non scambiati sul mercato
Per l'identificazione dei prezzi-ombra dei beni attraverso il ricorso alle regole appena trattate è comunque necessario individuare delle curve aggregate di domanda e di offerta. La determinazione di tali curve può essere ricavata nel caso in cui esista un qualche mercato, anche imperfetto, per il bene. Ma vi sono casi in cui, dati i particolari caratteri del bene in questione o particolari assetti istituzionali, non è rinvenibile alcun mercato di riferimento, o almeno, nessun mercato in cui avvengano transazioni riguardanti tutti i molteplici aspetti del bene. Casi classici in tal senso sono quelli dei beni cosiddetti intangibili: ambiente, salute, tempo e vita; ma rientrano in questa categoria tutti i beni pubblici in senso economico, puri e impuri, beni cioè non escludibili o non rivali nel consumo.
In tali casi si ricorre ad alcuni metodi per ricostruire il sistema di preferenze dei consumatori e stimarne la Disponibilità A Pagare al fine di monetizzare i benefici. Tali metodi possono essere classificati in diretti e indiretti. Nei primi, anche detti approcci basati sulle preferenze dichiarate, la DAP è stimata in modo diretto attraverso l'utilizzo di indagini campionarie, esperimenti o mercati simulati. Nei secondi, anche detti approcci basati sulle preferenze rivelate, la DAP è dedotta dai comportamenti degli individui.

#### Metodi indiretti (tecniche delle preferenze rivelate)
Nei metodi indiretti la disponibilità a pagare per il bene è dedotta dai comportamenti degli individui. In questo vi è implicitamente l'idea che tali comportamenti di fatto rivelino il sistema di preferenze sottostanti. Per questo a volte vengono indicati come approcci basati sulle preferenze rivelate (revealed preference methods).
Escluso il caso in cui il bene in questione presenti caratteristiche simili ad altri beni scambiati sul mercato, tanto da poter sostenere che il prezzo dei secondi possa essere utilizzato per approssimare la DAP del primo (cosiddetta analogia di mercato), due sono sostanzialmente le tecniche di stima indiretta:
- il metodo dei costi di viaggio; e
- il metodo dei prezzi edonici.

#### Metodi diretti (tecniche delle preferenze espresse)
L'alternativa all'uso di metodi basati sulle preferenze rivelate è rilevare direttamente la disponibilità individuale a pagare. Sono questi i cosiddetti metodi diretti o approcci basati sulle preferenze dichiarate (stated preference methods), che ricavano la stima della DAP "direttamente dagli individui attraverso indagini campionarie, esperimenti o mercati simulati" (Sarpi, 2001, p. 59).
Tra i metodi diretti, il più diffuso è la valutazione contingente (Contingent Valuation Method), così chiamata perché il valore viene stimato in maniera "contingente" entro uno scenario simulato, in cui la stima è basata su indagini campionarie svolte sotto forma di questionari, referendum o aste, secondo specifiche modalità.

## Metodi alternativi all'analisi costi benefici
L'analisi costi-benefici, oltre a richiedere un volume di informazioni molto elevato e la risoluzione di alcune questioni critiche – ad esempio, la monetizzazione delle risorse intangibili, la determinazione dei prezzi ombra, la fissazione del saggio di sconto rilevante, l'individuazione delle distribuzioni di probabilità degli eventi nel caso di analisi di rischio, ecc.. – è stata anche oggetto di critiche spesso radicali.
Le obiezioni sono state che, da un lato, l'analisi stessa nei suoi propositi è troppo onnicomprensiva, con una pretesa di analisi "totale" che va al di là di qualsiasi possibilità concreta, dall'altro, che le valutazioni che fornisce in merito al valore di risorse completamente fuori dal mercato sono spesso opinabili e controverse. Questo ha portato all'impiego di metodi alternativi di valutazione della desiderabilità e dell'efficienza dei progetti.
In particolare, nei casi in cui siano coinvolti beni intangibili o comunque di difficile monetizzazione sulla base del ricorso alle preferenze individuali, dichiarate o rivelate, spesso si rinuncia all'attribuzione del valore monetario e si preferisce calcolare la quantità fisica di effetti per unità di costo (es. vite salvate per euro speso). Si ha così quella che viene solitamente indicata con il nome di analisi costi efficacia (Cost-Effectiveness Analysis, CEA), che, specialmente nei progetti di assistenza sanitaria, nella sua versione QALY, va acquistando sempre più piede.
Laddove l'intervento dispiega effetti su beni eterogenei dei quali si vuole tenere conto contemporaneamente nella valutazione (ad es., progetti che producono effetti sia sull'ambiente che sulla qualità della vita delle persone), è necessario passare da un'analisi mono-dimensionale quale la CEA, in cui gli effetti fisici vengono isolati e considerati in rapporto ai costi uno alla volta, ad una multidimensionale, che tuttavia non utilizzi per il confronto la monetizzazione dei beni intangibili. È questa la cosiddetta analisi multicriteria (Multi-Criteria Analysis, MCA).